# Ludwig August Lebrun
Ludwig August Lebrun (Mannheim, 2 de mayo de 1752 - Berlín, 16 de diciembre de 1790), fue un oboísta y compositor alemán del siglo XVIII.

## Biografía
Este famoso y virtuoso intérprete del oboe comenzó tocando en la orquesta de la corte del Príncipe-Elector Carlos Teodoro en Mannheim a la edad de doce años, convirtiéndose en miembro de la misma tres años más tarde. Su padre, también oboísta de probable origen belga, trabajó desde 1747 en la corte de Mannheim. Fue contemporáneo de los compositores Carl Stamitz y Anton Stamitz, y formó parte de la escuela de Mannheim.
En el verano de 1778 contrajo matrimonio con la soprano Franziska Danzi, hermana de Franz Danzi y una de las mejores y más conocidas cantantes de su época, con la que viajaría por toda Europa: Milán, París, Londres, Viena, Praga, Nápoles, Múnich y Berlín. La pareja se complementaba perfectamente, de modo que muchas arias para soprano y oboe obbligato fueron compuestas para ellos, como por ejemplo las de Günther von Schwarzburg (1777) del compositor Ignaz Holzbauer, L'Europa riconosciuta (1778) de Antonio Salieri y Castore e Polluce (1787) de Georg Joseph Vogler. 
Ludwig August Lebrun falleció en Berlín a la edad de 38 años.

## Obras
- Ballets "Armida" y "Adèle de Ponthieu".
- Conciertos para oboe y orquesta: n.º.1 en re menor, n.º.2 en sol menor, n.º.3 en do mayor, n.º.4 en si bemol mayor, n.º.5 en do mayor, n.º.6 en fa mayor.
- Concierto para clarinete y orquesta en si bemol mayor.
- Dúos para violín y viola.
- Duetos y tríos para flauta.

- Datos: Q657453